# Cyathea nephele
Cyathea nephele är en ormbunkeart som beskrevs av Lehnert. Cyathea nephele ingår i släktet Cyathea och familjen Cyatheaceae. Inga underarter finns listade.